# 恩格尔斯贝格
恩格尔斯贝格是德国巴伐利亚州的一个市镇。总面积34.19平方公里，总人口2624人，其中男性1352人，女性1272人（2011年12月31日），人口密度77人/平方公里。